# Luís da Silva Teles
Luís da Silva Teles O.SS.T. (27 de outubro de 1626 — 13 de janeiro de 1703) foi um prelado português. 

## Biografia
Era filho bastardo de um fidalgo da prestigiada família Silva Teles. Foi destinado à carreira eclesiástica, professando na Ordem da Santíssima Trindade, onde exerceu vários cargos de relevo. Em 1 de julho de 1671, foi nomeado bispo-titular de Titopolis, sendo consagrado em 30 de agosto do mesmo ano, por Dom Luís de Sousa,  bispo-titular de Hippo Diarrhytus, tendo como co-consagrantes Dom Luís de Sousa, bispo de Lamego e Dom Francisco Barreto, bispo do Algarve.
Em 1677 foi nomeado Bispo de Lamego, onde esteve até 1684, quando foi transferido para a Guarda. Finalmente, em 1691 viria a ser novamente nomeado para outra Diocese, desta vez, o Arcebispado de Évora. Destacou-se pela sua generosidade, nela despendendo grande parte dos rendimentos, quer para a ajuda ao esplendor do culto, que no combate à pobreza.